# 教學型大學
教学型大学，或稱非研究型大学，是以指教学为主要办学目的的大学，与之相对的是研究型大学。这种概念来自美国，代表大学专攻的面向不同。